# Diego Fernández de Vallejo
Diego Fernández de Vallejo (Soto en Cameros, 1824-Madrid, 1901) fue un político español. Ostentó el título nobiliario de primer marqués de Vallejo.

## Biografía
Nació en 1824 en el municipio riojano de Soto en Cameros, habría sido bautizado el 14 de marzo. El título de marqués de Vallejo le fue concedido en 1864. Afiliado en 1858 al partido conservador, obtuvo varias veces diputado por el distrito de Torrecilla en Cameros entre 1858 y 1864. Ocupó también el cargo de senador vitalicio entre 1864 y 1868, además del de diputado entre 1876 y 1877, para pasar a ser de nuevo senador vitalicio a partir de 1877, cargo que juró el 7 de mayo de dicho año. Consejero de Agricultura, Industria y Comercio, fue condecorado con grandes cruces de Carlos III y de Isabel la Católica y habría sido amigo predilecto de Cánovas del Castillo. Falleció el 31 de diciembre de 1901 en Madrid y fue enterrado en el cementerio de San Isidro.